# Sull'orlo di una crisi d'amore
Sull'orlo di una crisi d'amore è un singolo della cantante italiana Federica Carta, in collaborazione con La Rua, pubblicato il 23 marzo 2018.

## Video musicale
Il videoclip del brano, diretto da Cosimo Alemà, è stato pubblicato il 26 marzo 2018 sul canale YouTube della cantante.

## Tracce
Testi di Dario Faini, Daniele Incicco, Alessandro Raina, musiche di Daniele Incicco, Dario Faini.
1. Sull'orlo di una crisi d'amore – 3:48

## Classifiche
| Classifica (2018) | Posizione massima |
| ----------------- | ----------------- |
| Italia            | 73                |